# Irgersdorf

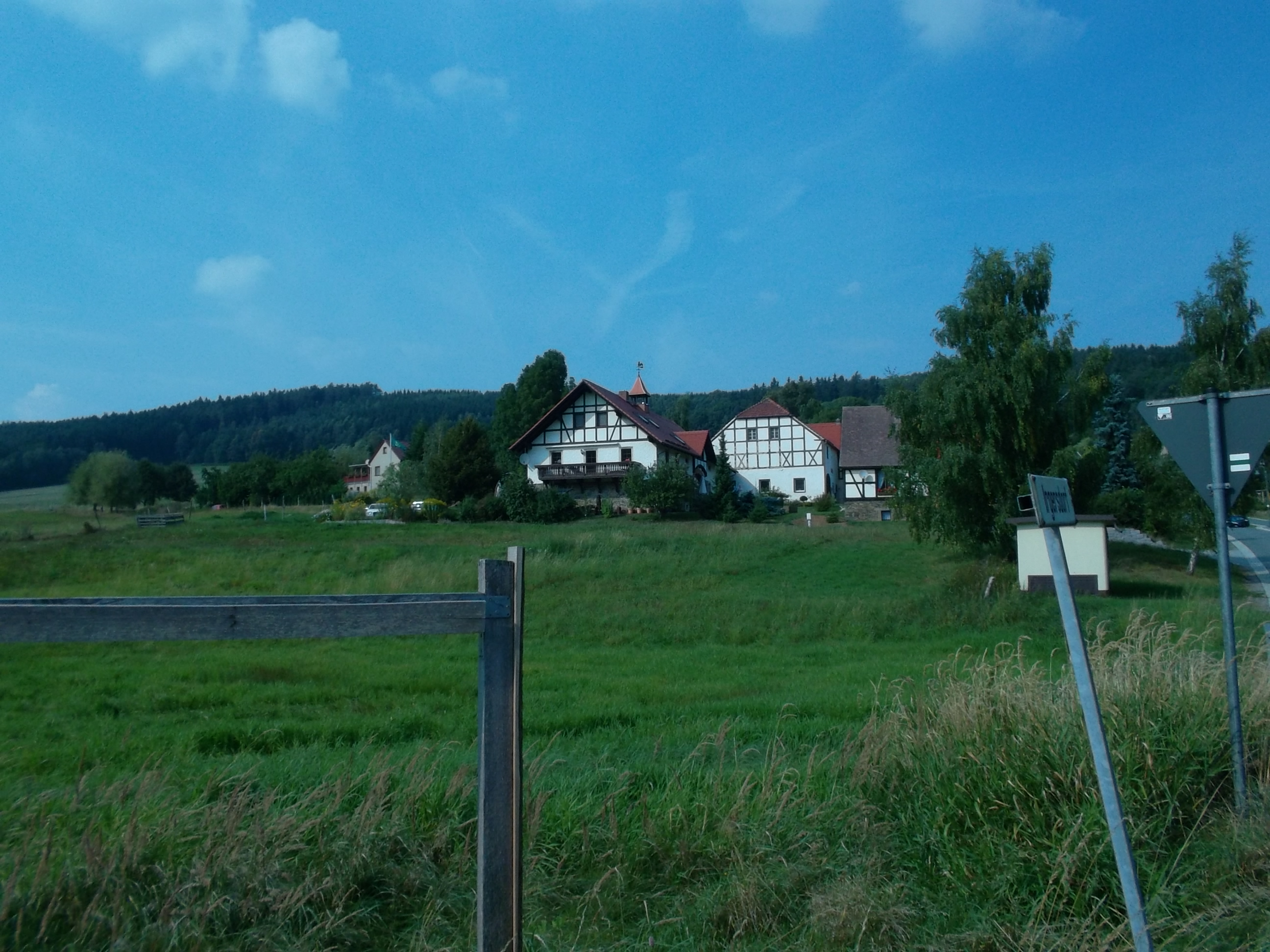
Fachwerkhäuser in Irgersdorf

Irgersdorf (obersorbisch Wostašecyⓘ) ist ein Ortsteil von Wilthen im Landkreis Bautzen in der Oberlausitz.

## Geografie

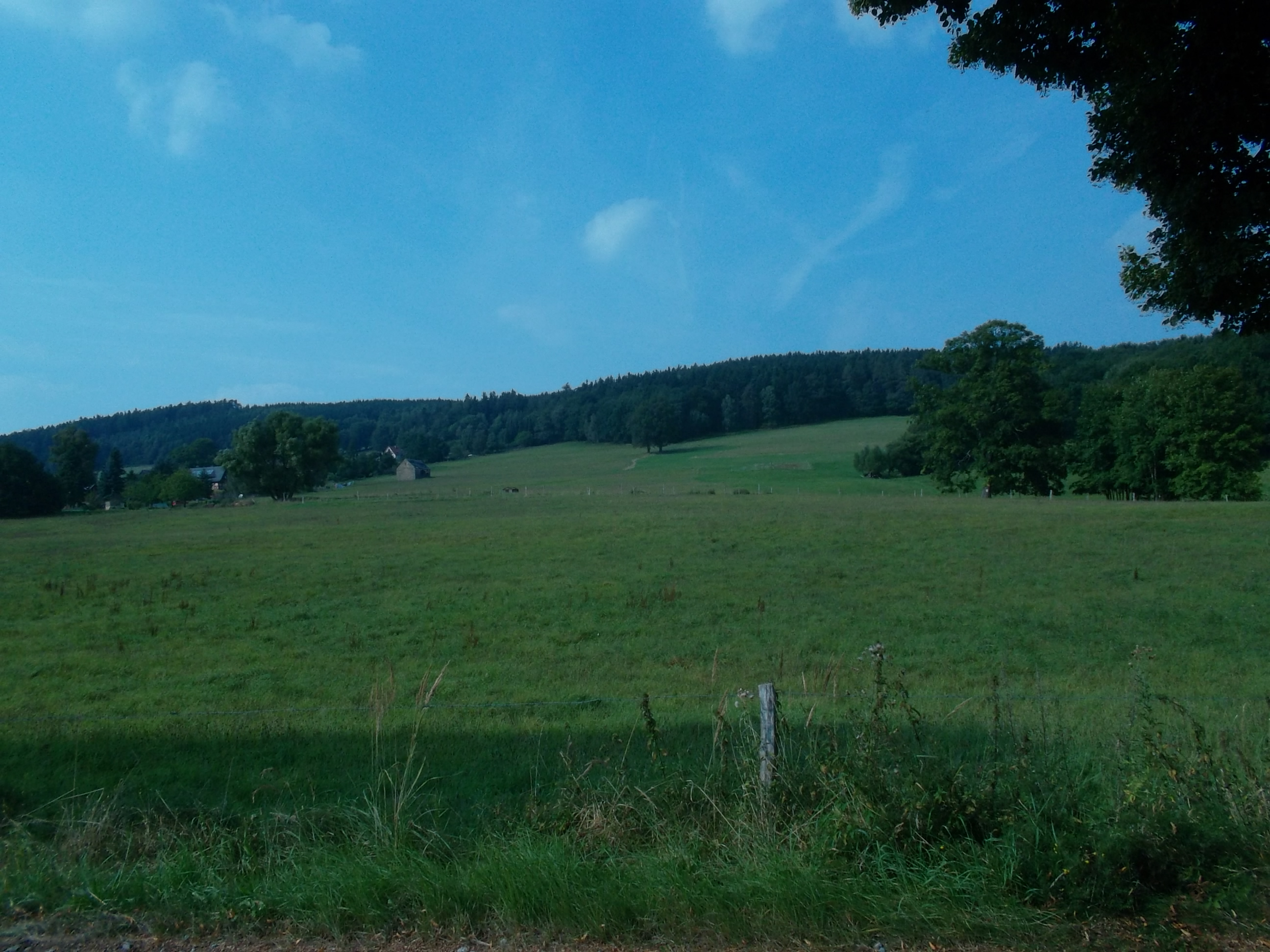
Wiesenhang bei Irgersdorf

Irgersdorf liegt in sonniger Hanglage am Fuße der Teufelskanzel (463 m). Die obersten Häuser am Waldrand stehen 50 m höher als die Häuser an der Straße. Kleine Zuflüsse kommen von den Bergen herab und speisen in Wilthen das Butterwasser. Dieser Dorfbach, dessen Quellen in Tautewalde liegen, durchfließt Wilthen und mündet bei Rodewitz in die Spree.

## Geschichte
Die älteste Urkunde, die den Ort Irgersdorf erwähnt, stammt aus dem Jahr 1420. Irgersdorf taucht dort unter dem Namen Ergirstorf auf. Zehn Jahre später findet sich für den Ort die Bezeichnung Erichsdorff in Urkunden wieder. Es wird davon ausgegangen, dass Irgersdorf vom Herrensitz Wilthen aus gegründet und mit sorbischen Bauern besetzt wurde. Da in Irgersdorf vermutlich auch der Jäger des Wilthener Gutsherren wohnte und das Wild hegte, findet sich auch die Bezeichnung Jägersdorf für den Ort wieder.
Gemäß der Statistik von Arnošt Muka über die sorbische Bevölkerung der Lausitz hatte Irgersdorf noch 1884 eine stabile sorbische Bevölkerungsmehrheit. Von insgesamt 108 Einwohnern waren 96 Sorben (89 %) und nur 12 Deutsche. In der ersten Hälfte des 20. Jahrhunderts ging die sorbische Sprache im Ort verloren.
Seit 1936 gehört der Ort zur Stadt Wilthen.